# تقسيم أيرلندا

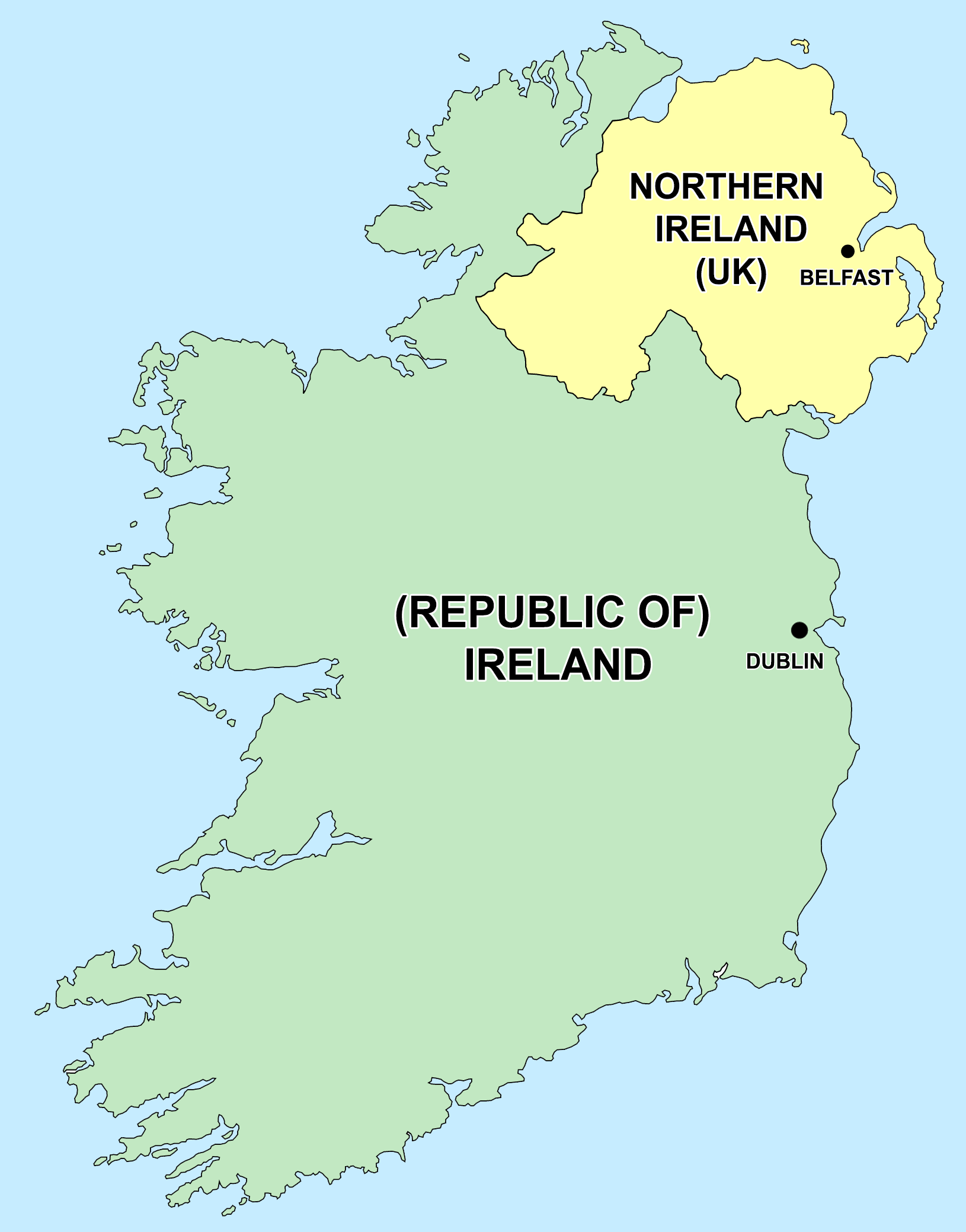
خريطة أيرلندا السياسية

تقسيم أيرلندا (بالأيرلندية: críochdheighilt na hÉireann) هو العملية التي قسمت من خلالها حكومة المملكة المتحدة (آنذاك) لبريطانيا العظمى وأيرلندا الجزيرة إلى نظامين سياسيين منفصلين. وقع التقسيم في 3 مايو 1921 بموجب قانون حكومة أيرلندا لعام 1920. أنشئ أصغرهما، أيرلندا الشمالية، حسب الأصول بإدارة مفوضة وتشكل حاليًا جزءًا من المملكة المتحدة، في حين لم يتمكن النظام السياسي الأكبر، وهو أيرلندا الجنوبية، التي يُفترض أن تتمتع بقضاء مستقل، من الحصول على الموافقة. أصبحت المنطقة عوضًا عن ذلك مستقلة وتعد الآن دولة ذات سيادة تسمى أيضًا أيرلندا وتوصف باسم جمهورية أيرلندا.
كان الهدف من قانون 1920 إنشاء إقليمين يتمتعان بالحكم الذاتي داخل أيرلندا، مع بقاء كليهما تابعين للمملكة المتحدة. تضمن القانون أيضًا أحكامًا حول التعاون بين الإقليمين وإعادة توحيد أيرلندا في نهاية المطاف. لكن، في عام 1922، وبعد حرب الاستقلال (1919-1921) والمعاهدة الإنجليزية الأيرلندية، تحول الجزآن الجنوبي والغربي إلى الدولة الأيرلندية الحرة، في حين مارست أيرلندا الشمالية خيارها بالبقاء في المملكة المتحدة.
منذ التقسيم، باتت أحد الطموحات الرئيسية للقوميين الأيرلنديين إعادة توحيد أيرلندا، لتشكل الجزيرة بأكملها دولة مستقلة واحدة. تعارض هذا الهدف مع هدف الوحدويين في أيرلندا الشمالية، الذين رغبوا ببقاء المنطقة جزءًا من المملكة المتحدة. وافقت الحكومتان الأيرلندية والبريطانية، بموجب اتفاق بلفاست لعام 1998، على أن وضع أيرلندا الشمالية لن يتغير دون موافقة غالبية سكانها. في كتابها الأبيض بشأن انسحاب المملكة المتحدة من الاتحاد الأوروبي، كررت حكومة المملكة المتحدة التزامها باتفاقية بلفاست. فيما يتعلق بوضع أيرلندا الشمالية، قالت إن «أولوية حكومة المملكة المتحدة المعلنة بوضوح هي الاحتفاظ بالوضع الدستوري الحالي لأيرلندا الشمالية بصفتها جزءًا من المملكة المتحدة، لكن ذات روابط قوية مع أيرلندا». 

## عملية التقسيم

### نظرة عامة
طُرحَت فكرة استثناء بعض أو كل مقاطعات أولستر من أحكام مشاريع قوانين الحكم الذاتي في وقت مشروعي قانون الحكم الذاتي الأول والثاني، إذ دعا جوزيف تشامبرلين إلى منح أولستر حكومتها الخاصة في عام 1892. عارض النائب هوريس بلونكيت، والذي دعم لاحقًا الحكم الذاتي، هذه الفكرة في تسعينيات القرن التاسع عشر بسبب تهديد التقسيم. جرى النظر في الاستثناء لأول مرة من قبل مجلس الوزراء البريطاني في عام 1912، في سياق معارضة وحدويي أولستر لمشروع قانون الحكم الذاتي الثالث، والذي كان قيد الإعداد آنذاك. استورد جيش أولستر من المتطوعين (يو في إف) 25,000 بندقية وثلاثة ملايين طلقة من الذخيرة من الإمبراطورية الألمانية لأجل عملية بندقية لارن في أبريل 1914، وظهرت مخاوف من أن يؤدي قبول مشروع قانون الحكم الذاتي الثالث إلى بدء حرب أهلية شاملة في أولستر. قادت حادثة كوراغ في 20 مارس 1914 بالحكومة إلى الإيمان بعدم قدرتها على الاعتماد على الجيش البريطاني لتنفيذ أوامرها في أيرلندا. كانت قضية التقسيم المحور الرئيسي للنقاش في مؤتمر قصر باكنغهام الذي عقد بين 21 و24 يوليو 1914، على الرغم من أنه كان يعتقد آنذاك أن جميع مقاطعات أولستر التسع سوف تُفصل.
توقفت أزمة الحكم الذاتي مع اندلاع الحرب العالمية الأولى. وافقت وستمنستر على قانون الحكم الذاتي في 18 سبتمبر 1914 وحصل على الفور على الموافقة الملكية، ولكن تأجل تنفيذه في نفس الوقت بموجب قانون التعليق حتى انتهاء الحرب. في ذلك الوقت، اعتُقد أن الصراع لن يستمر إلا لبضعة أشهر. بعد ثورة عيد الفصح في أبريل 1916، عقدت وستمنستر المؤتمر الأيرلندي في محاولة لإيجاد حل لمشكلتها الأيرلندية؛ عُقد في دبلن من يوليو 1917 حتى مارس 1918، وانتهى بتقرير يدعو إلى إنشاء برلمان إيرلندي بالكامل يتكون من شقين مع أحكام خاصة للوحدويين الشماليين، وذلك بموافقة الأعضاء القوميين والوحدويين الجنوبيين. لكن، رفض وحدويو أولستر التقرير، ولم يشارك شين فين في الإجراءات، أي أن الاتفاقية باءت بالفشل. ازداد تأييد الجمهوريانية الأيرلندية خلال عام 1917، إذ فاز شين فين بأربعة انتخابات فرعية في ذلك العام. عززت أزمة التجنيد عام 1918 هيمنة الجمهوريين. 
بدءًا من 21 يناير 1919 خلال كمين سولوهيدبيغ، في حرب الاستقلال الأيرلندية، حاول الجمهوريون الأيرلنديون تحقيق انفصال أيرلندا عن المملكة المتحدة لبريطانيا العظمى وأيرلندا. في غضون ذلك، كان الوحدويون الأيرلنديون، الذين عاش معظمهم في الشمال الشرقي من الجزيرة، مصممين بنفس القدر على الحفاظ على الوحدة. شكلت الحكومة البريطانية، الملتزمة بتطبيق نظام الحكم الذاتي، لجنة وزارية برئاسة الوحدوي الجنوبي والتر لونغ. أوصت لجنة لونغ بإنشاء إدارتين مفوضتين، تقسمان الجزيرة إلى إقليمين: أيرلندا الشمالية وأيرلندا الجنوبية. نفذ هذا الأمر بصفته قانون حكومة أيرلندا لعام 1920. دخل القانون حيز التنفيذ كأمر واقع في 3 مايو 1921 ونص على أن تتكون أيرلندا الشمالية من المقاطعات الست الشمالية الشرقية، في حين يشكل الجزء المتبقي من الجزيرة أيرلندا الجنوبية. كان القصد من ذلك أن تُمنح كل ولاية قضائية الحكم الذاتي على أن تظل داخل المملكة المتحدة. لم تعمل حكومة أيرلندا الجنوبية أبدًا: استمرت حرب الاستقلال حتى اتفق الجانبان على هدنة في يوليو 1921، وانتهت بالمعاهدة الإنجليزية الأيرلندية في 6 ديسمبر 1921.
بعد عام، في 6 ديسمبر 1922، أصبحت الدولة الأيرلندية الحرة مستقلة عن المملكة المتحدة وفقًا للمعاهدة، ومُنحت القوة التشريعية في المملكة المتحدة بموجب قانون (اتفاق) الدولة الأيرلندية الحرة لعام 1922. تمتعت الدولة الجديدة بدومينيون عن الإمبراطورية البريطانية.
بموجب المعاهدة، استمر تطبيق قانون حكومة أيرلندا في أيرلندا الشمالية لمدة شهر واحد بعد إقامة الدولة الحرة، وتقرر أن تستمر أيرلندا الشمالية في البقاء خارج الدولة الحرة إذا أعلن برلمانها عن رغبته في الأمر، وذلك بإرسال كتاب إلى الملك جورج الخامس خلال ذلك الشهر. سمحت صياغة المعاهدة بإعطاء الانطباع بأن الدولة الأيرلندية الحرة شملت مؤقتًا جزيرة أيرلندا بأكملها، ولكن من الناحية القانونية انطبقت شروط المعاهدة على المقاطعات الست والعشرين فقط، ولم تمتلك حكومة الدولة الحرة أي سلطات، حتى من حيث المبدأ، في أيرلندا الشمالية. في 7 ديسمبر 1922، وافق مجلسا برلمان أيرلندا الشمالية على كتاب موجه إلى جورج الخامس يطالب بعدم إدراج أراضيها ضمن الدولة الأيرلندية الحرة. قُدم الكتاب إلى الملك في اليوم التالي في 8 ديسمبر 1922، ثم دخل حيز التنفيذ، وفقًا لأحكام القسم 12 من قانون (اتفاقية) الدولة الحرة الأيرلندية لعام 1922. عقب الاستقلال، قطعت الدولة الجنوبية تدريجيًا كل ما تبقى من الروابط الدستورية مع المملكة المتحدة والنظام الملكي البريطاني. تغير اسم الدولة الحرة إلى «أيرلندا» في دستورها الجديد لعام 1937، وتمتعت بالسلطة القضائية على الجزيرة بأكملها. في عام 1949 أُعلِنت الدولة جمهورية بموجب قانون جمهورية أيرلندا.